# Katsushi Kurihara
Katsushi Kurihara (栗原 克志, Kurihara Katsushi) est un footballeur japonais né le 29 juillet 1977. Il évoluait au poste de défenseur.